# Sirnach
Sirnach est une commune suisse du canton de Thurgovie. Elle est la commune la plus peuplée du district de Münchwilen.

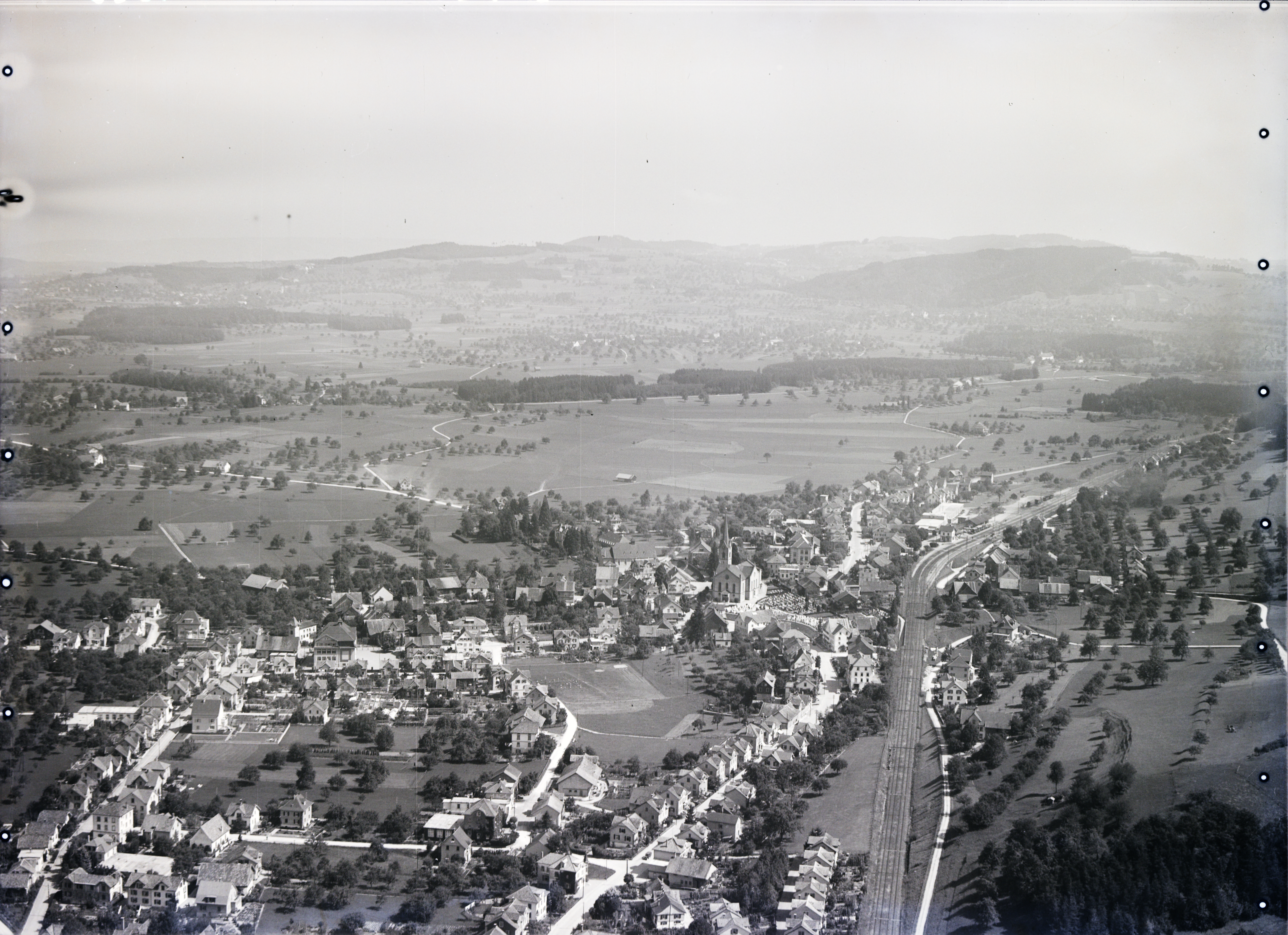
Photo aérienne prise à 400 m par Walter Mittelholzer (1934).

## Personnalités
- Josef Planke (1877-1945), forestier opposant au nazisme, est né à Sirnach.